# Julodis fimbriata
Julodis fimbriata es una especie de escarabajo del género Julodis, familia Buprestidae. Fue descrita científicamente por Klug en 1829.